# 加水分解コムギ
加水分解コムギ（かすいぶんかいコムギ、英: hydrolyzed wheat）加水分解コムギタンパク（INCI: Hydrolyzed Wheat Protein）とは、小麦の主にグルテンであるタンパク質を、酵素や酸やアルカリを使って加水分解し、タンパク質を細かに切断したもの。食品添加物、また化粧品によく使われる。日本で特定の石鹸製品によって小麦アレルギーを発症する事例が相次ぎ、2017年に医薬部外品として使用できる基準が策定された。化粧品に使用するには安全の確保のため分子量3,500ダルトン未満にする必要がある。

## 製法
広く利用されている技術を使った場合には多くの加水分解コムギの分子量である2.5万分子量から9万分子量となり、さらに小さい加水分化物にするには遠心分離やろ過といった方法が用いられ、最小では100分子量のものがある。

## 用途
- 食品添加物として、食品ではハムなどに使われる[1]。
- 化粧品に広く用いられ、化粧、石鹸やシャンプー、バスオイル、シャワージェルなど多様な製品に使われている[1]。保湿作用がある[4]。

## 安全性
2000年ごろから加水分解コムギタンパクによるアレルギーの発症が報告されてきた。日本で、2009年ごろから石鹸によって、重症なアナフィラキシーを含む小麦アレルギーを発症したという報告が相次ぎ、2011年には日本アレルギー学会に特別委員会が結成され、特定の商品の石鹸に含まれていた加水分解コムギのグルパール19S（分子量3.5万から5万ダルトン）が原因だと特定された。25人の特徴では抗原に対し陽性を示したのは、グルテン約74%、小麦約61%で、後に17人が抗体に陰性を示すようになり、20人は小麦の摂取で軽い症状が出ており、5人では小麦を除去した食生活をとっていた。日本での研究結果では、分子量とアミノ酸の変化の度合いが小麦アレルギー発症のリスクと関連していることが判明し、2017年の『医薬部外品原料規格2006』の改訂によって、アレルギーを起こすような加水分解コムギは医薬部外品として使用できなくなった。
基本的に加水分解は、アレルゲンとなる原因タンパク質に反応しにくいよう分解することである。たとえば牛乳アレルギーでは牛乳タンパク質を加水分解した配合乳の低アレルギー性食品が代用で使われることがある。
世界各地からのアナフィラキシーの報告があり、2014年、欧州委員会の消費者安全科学委員会 (SCCS) は、分子量3万ダルトンの加水分解小麦に対して高い反応性が報告され、それ未満でも反応することが知られているが、低分子の加水分解小麦が臨床的な反応を起こすか（症状を起こすか）は不明であるとし、1万や3万ダルトンの低分子では安全性を裏付けるには不十分とした。反応を示す人で分子量3,000ダルトンでは臨床的な反応を起こす可能性は低いとし、加水分解コムギタンパクが分解されたペプチドの平均の分子量を3,500ダルトン未満にすることで、化粧品として使用するのに安全だという結論を下した。
2018年の化粧品原料に関する専門委員会によるレビューでも、平均3,500ダルトン未満にすることで安全性が確保されるとし、加水分解物のポリペプチド長が30アミノ酸を超えない場合に感作を起こさないという点については、証拠は不十分だとした。